# Campeonato Sudamericano Sub-20 de 2003
El Campeonato Sudamericano Sub 20 2003 se llevó a cabo en Uruguay, entre el 4 y el 28 de enero de 2003. Se trató de la vigésimo primera edición de esta competencia, que por segunda vez se realizaba en Uruguay.
Clasificó a las cuatro mejores selecciones a la Copa Mundial de Fútbol Sub-20 de 2003.
La selección de Argentina finalmente se consagró campeona del torneo por cuarta vez en su historia y aseguró, junto con Brasil, Paraguay y Colombia, la clasificación al mundial de la categoría a realizarse en Emiratos Árabes Unidos entre los meses de noviembre y diciembre.

## Sedes
Las sedes de este campeonato fueron:
- Montevideo: Estadio Centenario (Grupo A y Ronda Final)
- Colonia del Sacramento: Campus Municipal Profesor Alberto Suppici (Grupo B)
- Maldonado: Estadio Domingo Burgueño Miguel (Ronda Final)

## Participantes
Participaron en el torneo los equipos representativos de las 10 asociaciones nacionales afiliadas a la Confederación Sudamericana de Fútbol:
| Equipos participantes | Equipos participantes | Equipos participantes | Equipos participantes | Equipos participantes |
| --------------------- | --------------------- | --------------------- | --------------------- | --------------------- |
| Argentina             | Bolivia               | Brasil                | Chile                 | Colombia              |
| Ecuador               | Paraguay              | Perú                  | Uruguay               | Venezuela             |

## Primera fase
Los diez equipos participantes se dividieron en dos grupos de cinco equipos cada uno. Luego de una liguilla simple (a una sola rueda de partidos), pasaron a segunda ronda los equipos que ocuparon las posiciones primera, segunda y tercera de cada grupo.
En caso de empate en puntos en cualquiera de las posiciones, la clasificación se determinó siguiendo en orden los siguientes criterios:
- Diferencia de goles.
- Cantidad de goles marcados.
- Resultado del partido jugado entre los empatados.
- Sorteo.

### Grupo A
| Equipo  | Pts | PJ | PG | PE | PP | GF | GC | Dif |
| ------- | --- | -- | -- | -- | -- | -- | -- | --- |
| Brasil  | 12  | 4  | 4  | 0  | 0  | 15 | 0  | +15 |
| Uruguay | 9   | 4  | 3  | 0  | 1  | 10 | 4  | +6  |
| Ecuador | 6   | 4  | 2  | 0  | 2  | 4  | 6  | -2  |
| Bolivia | 3   | 4  | 1  | 0  | 3  | 3  | 14 | -11 |
| Perú    | 0   | 4  | 0  | 0  | 4  | 3  | 11 | -8  |

| 17:00 - 4 de enero de 2003 | Brasil                                       | 3:0 (1:0) | Perú | Centenario, Montevideo                  |                                         |
|                            | D. Carvalho 23' · André Bahia 66' · Dudu 67' |           |      | Árbitro(s): Héctor Baldassi (Argentina) | Árbitro(s): Héctor Baldassi (Argentina) |

| 21:00 - 5 de enero de 2003 | Uruguay                       | 2:0 (1:0) | Ecuador | Centenario, Montevideo             |                                    |
|                            | Valdez 41' · G. Rodríguez 88' |           |         | Árbitro(s): Carlos Chandía (Chile) | Árbitro(s): Carlos Chandía (Chile) |

| 17:15 - 7 de enero de 2003 | Bolivia | 0:7 (0:4) | Brasil                                                                                 | Centenario, Montevideo               |                                      |
|                            |         |           | Carlos Alberto 8' · Melo 11', 18' · Dagoberto 20' (pen.), 70' · Dudu 72' · Willian 89' | Árbitro(s): Alberto Duque (Colombia) | Árbitro(s): Alberto Duque (Colombia) |

| 21:00 - 7 de enero de 2003 | Perú              | 1:4 (1:3) | Uruguay                                         | Centenario, Montevideo                   |                                          |
|                            | Farfán 29' (pen.) |           | G. Rodríguez 3' · Martínez 14', 50' · Diogo 44' | Árbitro(s): Atilio Invernizzi (Paraguay) | Árbitro(s): Atilio Invernizzi (Paraguay) |

| 20:00 - 9 de enero de 2003 | Bolivia | 0:2 (0:2) | Ecuador                                | Centenario, Montevideo                |                                       |
|                            |         |           | Jauregui 22' (a.g.) · J.D. Guerrón 29' | Árbitro(s): Gustavo Brand (Venezuela) | Árbitro(s): Gustavo Brand (Venezuela) |

| 22:00 - 9 de enero de 2003 | Brasil               | 2:0 (1:0) | Uruguay | Centenario, Montevideo                  |                                         |
|                            | D. Carvalho 25', 76' |           |         | Árbitro(s): Héctor Baldassi (Argentina) | Árbitro(s): Héctor Baldassi (Argentina) |

| 17:00 - 11 de enero de 2003 | Ecuador | 0:3 (0:2) | Brasil                                          | Centenario, Montevideo               |                                      |
|                             |         |           | Dagoberto 29' (pen.) · Willian 44' · Wendel 80' | Árbitro(s): Alberto Duque (Colombia) | Árbitro(s): Alberto Duque (Colombia) |

| 19:00 - 11 de enero de 2003 | Bolivia      | 2:1 (1:0) | Perú        | Centenario, Montevideo                   |                                          |
|                             | Arce 9', 61' |           | Guevara 68' | Árbitro(s): Atilio Invernizzi (Paraguay) | Árbitro(s): Atilio Invernizzi (Paraguay) |

| 19:00 - 13 de enero de 2003 | Ecuador              | 2:1 (0:0) | Perú              | Centenario, Montevideo             |                                    |
|                             | Mina 78' · Borja 90' |           | Farfán 89' (pen.) | Árbitro(s): Carlos Chandía (Chile) | Árbitro(s): Carlos Chandía (Chile) |

| 21:00 - 13 de enero de 2003 | Uruguay                                                   | 4:1 (3:1) | Bolivia        | Centenario, Montevideo               |                                      |
|                             | López 11' · A. Rodríguez 34' · Guerrero 45+1' · Porta 64' |           | J.L. Ortiz 37' | Árbitro(s): Alberto Duque (Colombia) | Árbitro(s): Alberto Duque (Colombia) |

### Grupo B
| Equipo    | Pts | PJ | PG | PE | PP | GF | GC | Dif |
| --------- | --- | -- | -- | -- | -- | -- | -- | --- |
| Argentina | 9   | 4  | 3  | 0  | 1  | 7  | 3  | +4  |
| Colombia  | 9   | 4  | 3  | 0  | 1  | 7  | 3  | +4  |
| Paraguay  | 6   | 4  | 2  | 0  | 2  | 7  | 10 | -3  |
| Chile     | 3   | 4  | 1  | 0  | 3  | 4  | 6  | -2  |
| Venezuela | 3   | 4  | 1  | 0  | 3  | 1  | 4  | -3  |

| 20:00 - 6 de enero de 2003 | Paraguay                                      | 4:2 (1:1) | Chile                 | Alberto Suppici, Colonia del Sacramento |                                      |
|                            | B. López 39' · Ávalos 48' · D. López 63', 65' |           | Rubio 16' · Muñoz 51' | Árbitro(s): Martín Vázquez (Uruguay)    | Árbitro(s): Martín Vázquez (Uruguay) |

| 22:15 - 6 de enero de 2003 | Argentina                   | 2:1 (1:0) | Colombia             | Alberto Suppici, Colonia del Sacramento |                                      |
|                            | Cavenaghi 45+2', 82' (pen.) |           | Montaño 90+1' (pen.) | Árbitro(s): Wagner Tardelli (Brasil)    | Árbitro(s): Wagner Tardelli (Brasil) |

| 20:00 - 8 de enero de 2003 | Venezuela | 0:1 (0:1) | Paraguay   | Alberto Suppici, Colonia del Sacramento |                                        |
|                            |           |           | Ávalos 37' | Árbitro(s): Mauricio Reinoso (Ecuador)  | Árbitro(s): Mauricio Reinoso (Ecuador) |

| 22:00 - 8 de enero de 2003 | Chile | 0:1 (0:1) | Argentina     | Alberto Suppici, Colonia del Sacramento |                                  |
|                            |       |           | Cavenaghi 25' | Árbitro(s): Víctor Rivera (Perú)        | Árbitro(s): Víctor Rivera (Perú) |

| 20:00 - 10 de enero de 2003 | Argentina | 0:1 (0:1) | Venezuela   | Alberto Suppici, Colonia del Sacramento |                                       |
|                             |           |           | Estévez 38' | Árbitro(s): Hebert Aguilera (Bolivia)   | Árbitro(s): Hebert Aguilera (Bolivia) |

| 22:00 - 10 de enero de 2003 | Colombia           | 1:0 (1:0) | Chile | Alberto Suppici, Colonia del Sacramento |                                        |
|                             | Montaño 45' (pen.) |           |       | Árbitro(s): Mauricio Reinoso (Ecuador)  | Árbitro(s): Mauricio Reinoso (Ecuador) |

| 20:00 - 12 de enero de 2003 | Venezuela | 0:2 (0:0) | Chile                              | Alberto Suppici, Colonia del Sacramento |                                      |
|                             |           |           | Rodríguez 75' (a.g.) · Pinilla 89' | Árbitro(s): Wagner Tardelli (Brasil)    | Árbitro(s): Wagner Tardelli (Brasil) |

| 22:00 - 12 de enero de 2003 | Colombia                        | 4:1 (2:0) | Paraguay     | Alberto Suppici, Colonia del Sacramento |                                      |
|                             | Ruiz 15' · Acosta 26', 47', 74' |           | D. López 90' | Árbitro(s): Martín Vázquez (Uruguay)    | Árbitro(s): Martín Vázquez (Uruguay) |

| 20:00 - 14 de enero de 2003 | Venezuela | 0:1 (0:0) | Colombia | Alberto Suppici, Colonia del Sacramento |                                        |
|                             |           |           | Ruiz 55' | Árbitro(s): Mauricio Reinoso (Ecuador)  | Árbitro(s): Mauricio Reinoso (Ecuador) |

| 22:00 - 14 de enero de 2003 | Paraguay   | 1:4 (0:2) | Argentina                                      | Alberto Suppici, Colonia del Sacramento |                                       |
|                             | Romero 74' |           | Rivas 31' · Cavenaghi 41', 69' · Rodríguez 55' | Árbitro(s): Jorge Larrionda (Uruguay)   | Árbitro(s): Jorge Larrionda (Uruguay) |

## Ronda final
La ronda final se disputó con el mismo sistema de juego de todos contra todos por los seis equipos clasificados de la primera ronda, con iguales criterios de desempate.
| Equipo    | Pts | PJ | PG | PE | PP | GF | GC | Dif |
| --------- | --- | -- | -- | -- | -- | -- | -- | --- |
| Argentina | 11  | 5  | 3  | 2  | 0  | 8  | 2  | +6  |
| Brasil    | 10  | 5  | 3  | 1  | 1  | 8  | 5  | +3  |
| Paraguay  | 9   | 5  | 2  | 3  | 0  | 8  | 6  | +2  |
| Colombia  | 7   | 5  | 2  | 1  | 2  | 9  | 7  | +2  |
| Uruguay   | 4   | 5  | 1  | 1  | 3  | 6  | 8  | -2  |
| Ecuador   | 0   | 5  | 0  | 0  | 5  | 4  | 15 | -11 |

| 21:10 - 16 de enero de 2003 | Uruguay     | 1:1 (1:0) | Argentina      | Centenario, Montevideo                     |                                            |
|                             | Olivera 32' |           | Pisculichi 82' | Árbitro(s): Wilson Souza Mendonça (Brasil) | Árbitro(s): Wilson Souza Mendonça (Brasil) |

| 20:30 - 17 de enero de 2003 | Ecuador | 1:4 (1:3) | Colombia                                  | Domingo Burgueño Miguel, Maldonado    |                                       |
|                             | Mina 7' |           | Montaño 4' · Aguilar 9', 28' · Araujo 91' | Árbitro(s): Gustavo Brand (Venezuela) | Árbitro(s): Gustavo Brand (Venezuela) |

| 22:45- 17 de enero de 2003 | Brasil             | 1:1 (1:1) | Paraguay   | Domingo Burgueño Miguel, Maldonado |                                    |
|                            | Carlos Alberto 20' |           | Ávalos 14' | Árbitro(s): Carlos Chandía (Chile) | Árbitro(s): Carlos Chandía (Chile) |

| 21:05 - 19 de enero de 2003 | Paraguay                    | 2:1 (0:1) | Uruguay            | Centenario, Montevideo                  |                                         |
|                             | D. López 51' · Martínez 91' |           | Olivera 24' (pen.) | Árbitro(s): Héctor Baldassi (Argentina) | Árbitro(s): Héctor Baldassi (Argentina) |

| 20:30 - 20 de enero de 2003 | Argentina                                     | 4:0 (2:0) | Ecuador | Domingo Burgueño Miguel, Maldonado   |                                      |
|                             | Rivas 23' · Zabaleta 33' · Cavenaghi 63', 75' |           |         | Árbitro(s): Alberto Duque (Colombia) | Árbitro(s): Alberto Duque (Colombia) |

| 22:30 - 20 de enero de 2003 | Colombia                              | 2:3 (0:1) | Brasil                            | Domingo Burgueño Miguel, Maldonado    |                                       |
|                             | Daniel Alves 51' (a.g.) · Aguilar 90' |           | Melo 35' · Willian 62' · Jean 91' | Árbitro(s): Jorge Larrionda (Uruguay) | Árbitro(s): Jorge Larrionda (Uruguay) |

| 21:05 - 22 de enero de 2003 | Uruguay           | 2:1 (1:0) | Ecuador   | Centenario, Montevideo                     |                                            |
|                             | Guerrero 40', 62' |           | Barre 65' | Árbitro(s): Wilson Souza Mendonça (Brasil) | Árbitro(s): Wilson Souza Mendonça (Brasil) |

| 20:00 - 23 de enero de 2003 | Colombia | 1:1 (1:1) | Paraguay  | Domingo Burgueño Miguel, Maldonado      |                                         |
|                             | Ruiz 40' |           | Ávalos 2' | Árbitro(s): Héctor Baldassi (Argentina) | Árbitro(s): Héctor Baldassi (Argentina) |

| 22:15 - 23 de enero de 2003 | Brasil | 0:1 (0:0) | Argentina    | Domingo Burgueño Miguel, Maldonado     |                                        |
|                             |        |           | Carrusca 70' | Árbitro(s): Carlos Amarilla (Paraguay) | Árbitro(s): Carlos Amarilla (Paraguay) |

| 18:30 - 25 de enero de 2003 | Paraguay              | 1:1 (0:0) | Argentina  | Domingo Burgueño Miguel, Maldonado         |                                            |
|                             | Dos Santos 75' (pen.) |           | Pinola 51' | Árbitro(s): Wilson Souza Mendonça (Brasil) | Árbitro(s): Wilson Souza Mendonça (Brasil) |

| 20:30 - 25 de enero de 2003 | Colombia                      | 2:1 (1:1) | Uruguay      | Domingo Burgueño Miguel, Maldonado |                                    |
|                             | Ruiz 20' · Anchico 87' (pen.) |           | Fernández 8' | Árbitro(s): Carlos Chandía (Chile) | Árbitro(s): Carlos Chandía (Chile) |

| 22:30 - 25 de enero de 2003 | Ecuador | 0:2 (0:0) | Brasil           | Domingo Burgueño Miguel, Maldonado    |                                       |
|                             |         |           | Cleiton 66', 83' | Árbitro(s): Jorge Larrionda (Uruguay) | Árbitro(s): Jorge Larrionda (Uruguay) |

| 18:00 - 28 de enero de 2003 | Ecuador                        | 2:3 (1:1) | Paraguay                                            | Centenario, Montevideo                |                                       |
|                             | Borja 28' · Bolaños 81' (pen.) |           | B. López 44' (pen.) · Barreto 73' · A. Martínez 88' | Árbitro(s): Gustavo Brand (Venezuela) | Árbitro(s): Gustavo Brand (Venezuela) |

| 20:00 - 28 de enero de 2003 | Brasil                     | 2:1 (1:0) | Uruguay      | Centenario, Montevideo                  |                                         |
|                             | Dagoberto 16' · Jussiê 89' |           | Martínez 64' | Árbitro(s): Héctor Baldassi (Argentina) | Árbitro(s): Héctor Baldassi (Argentina) |

| 22:00 - 28 de enero de 2003 | Argentina     | 1:0 (0:0) | Colombia | Centenario, Montevideo                |                                       |
|                             | Cavenaghi 75' |           |          | Árbitro(s): Jorge Larrionda (Uruguay) | Árbitro(s): Jorge Larrionda (Uruguay) |

## Campeón
|             |
| Argentina   |
| Argentina   |
| 4.to título |

## Clasificados alMundial Sub-20 Emiratos Árabes Unidos 2003
| Argentina | Brasil | Paraguay | Colombia |
| --------- | ------ | -------- | -------- |

## Goleadores
| Jugador             | Selección | Goles |
| ------------------- | --------- | ----- |
| Fernando Cavenaghi  | Argentina | 8     |
| Dagoberto Pelentier | Brasil    | 4     |
| Dante López         | Paraguay  | 4     |
| Erwin Ávalos        | Paraguay  | 4     |
| Jaime Ruiz          | Colombia  | 4     |
| Felipe Melo         | Brasil    | 3     |
| Daniel Carvalho     | Brasil    | 3     |
| Willian Souza       | Brasil    | 3     |
| Víctor Montaño      | Colombia  | 3     |
| Abel Aguilar        | Colombia  | 3     |
| Jorge Martínez      | Uruguay   | 3     |
| Jhonny Acosta       | Colombia  | 3     |
| Marcelo Guerrero    | Uruguay   | 3     |